# Halfmoon Bluff
Das Halfmoon Bluff ist ein Felsenkliff in der antarktischen Ross Dependency. In den Cumulus Hills des Königin-Maud-Gebirges ragt es an der Ostflanke des Shackleton-Gletschers unmittelbar nördlich der Einmündung des Brunner-Gletschers auf.
Teilnehmer der von der Texas Tech University unternommenen Expedition zum Shackleton-Gletscher (1964–1965) benannten das Kliff so, da es aus der Luft betrachtet halbmondförmig ist.